# Drvenik Mali
Drvenik Mali (tiếng Ý: Zirona Piccola) là một đảo của Croatia trên biển Adriatic. Nó nằm trong quần đảo Trung Dalmatia, phía tây Drvenik Veliki, cách Trogir 8 hải lý (15 km). Diện tích của nó là 3,3 km vuông (1,3 dặm vuông). Khu định cư duy nhất cùng tên nằm trên đảo có dân số 87 người (tính đến  năm 2011). Bờ biển ăn sâu vào trong và cạn, thuận lợi cho việc đánh bắt. Điểm cao nhất khoảng 79 mét. Các ngành công nghiệp chính là nông nghiệp (chủ yếu là ô liu), đánh cá và du lịch.